# Saint-Symphorien, Sarthe
Saint-Symphorien là một xã trong tỉnh Sarthe ở tây bắc nước Pháp. Xã này nằm ở khu vực có độ cao từ 83-188 mét trên mực nước biển.